# Łukasz Wargala
Łukasz Wargala (ur. 5 maja 1983 roku) – polski motocyklista uczestniczący w Motocyklowych Mistrzostwach Świata. Jest pierwszym Polakiem motocyklowych mistrzostwach świata Moto2.